# Pomnik Willy’ego Brandta w Warszawie
Pomnik Willy’ego Brandta – monument znajdujący się na skwerze Willy’ego Brandta, u zbiegu ulic Edelmana i Karmelickiej, na warszawskim Muranowie.

## Opis
Pomnik upamiętnia zdarzenie z 7 grudnia 1970, kiedy to kanclerz Niemiec Willy Brandt, składając wieniec pod pomnikiem Bohaterów Getta, po poprawieniu szarfy cofnął się i niespodziewanie uklęknął. Historyczny gest Brandta (niem. Kniefall von Warschau) został zinterpretowany jako publiczne wyznanie winy w imieniu narodu niemieckiego oraz hołd oddany pomordowanym warszawskim Żydom i wszystkim ofiarom II wojny światowej.
Pomnik został odsłonięty 6 grudnia 2000, w przeddzień 30. rocznicy uklęknięcia Willy’ego Brandta pod Pomnikiem Bohaterów Getta. W uroczystości wzięli udział kanclerz Niemiec Gerhard Schröder i premier Polski Jerzy Buzek, a także m.in. żona Brandta – Brigitte Seebacher-Brandt oraz pisarz Günter Grass – członek niemieckiej delegacji z 1970 i naoczny świadek tamtych wydarzeń.
Monument o wysokości ok. 3 metrów został wykonany z czerwonej cegły. Swoim kształtem nawiązuje do Pomnika Bohaterów Getta. Na czołowej, południowej ścianie pomnika znajduje się tablica z brązu z płaskorzeźbą autorstwa Wiktorii Czechowskiej-Antoniewskiej, przedstawiająca klęczącego kanclerza z napisem WILLY BRANDT 7 XII 1970. Na ścianie od strony zachodniej umieszczono tablicę z informacjami o odsłonięciu monumentu, jego fundatorach i projektantach.
Autorem architektonicznego opracowania pomnika jest Piotr Drachal.